# چارلی وایک
چارلی وایک (انگلیسی: Charlie Wyke؛ زادهٔ ۶ دسامبر ۱۹۹۲) بازیکن فوتبال اهل بریتانیا است.
از باشگاه‌هایی که در آن بازی کرده‌است می‌توان به باشگاه فوتبال کترینگ تاون، باشگاه فوتبال میدلزبرو، باشگاه فوتبال ای‌اف‌سی ویمبلدون، باشگاه فوتبال کارلایل یونایتد، و باشگاه فوتبال هارتل پول یونایتد اشاره کرد.